# Festival Internacional de Cine de San Sebastián 2009
La 57.ª edición del Festival Internacional de Cine de San Sebastián se celebró del viernes 18 al sábado 26 de septiembre de 2009 en San Sebastián.
A partir de esta edición, el festival pasó a durar nueve días, de viernes a sábado, es decir un día menos comparado con las ediciones anteriores (que duraban 10 días desde por lo menos el año 2000, salvo en los años 2003 y 2004 donde duraron 11 y 9 días respectivamente).

## Jurados
Jurado de la Sección Oficial
- Laurent Cantet, director francés (Presidente)
- Bong Joon-ho, director surcoreano
- Daniel Giménez Cacho, actor español
- John Madden, director británico
- Leonor Silveira, actriz portuguesa
- Pilar López de Ayala, actriz española
- Samira Makhmalbaf, actriz iraní

Premio Horizontes
- Manuel Pérez Estremera, exdirector del Festival de San Sebastián (Presidente)
- Federico Veiroj, director uruguayo
- Ilse Hughan, directora gerente de Fortuna Films en Ámsterdam

Nuevos Directores
- Saffron Burrows, actriz británica (Presidenta)
- Antonio Gasset, periodista y crítico cinematográfico español
- Borja Cobeaga, director español
- Daniel Hendler, actor uruguayo
- Lucile Hadzihalilovic, directora bosnia

Encuentro Internacional de Estudiantes de Cine
- Lluís Miñarro, productor español

## Películas

### Sección Oficial
Las 15 películas siguientes compitieron para el premio de la Concha de Oro a la mejor película:
| Título en España          | Título original                   | Director(es)                   | País           |
| ------------------------- | --------------------------------- | ------------------------------ | -------------- |
| De diez a once            | 11’e 10 kala'                     | Pelin Esmer                    | Turquía        |
| Chloe                     | Chloe                             | Atom Egoyan                    | Canadá         |
| Blessed                   | Blessed                           | Ana Kokkinos                   | Australia      |
| Ciudad de vida y muerte   | Nanjing! Nanjing!                 | Lu Chuan                       | China          |
| Los condenados            | Los condenados                    | Isaki Lacuesta                 | España         |
| El último gran día        | Get low                           | Aaron Schneider                | Estados Unidos |
| Hadewijch                 | Hadewijch                         | Bruno Dumont                   | Francia        |
| The white meadows         | Keshtzarhaye Sepid                | Mohammad Rasoulof              | Irán           |
| Haciendo planes para Lena | Non ma fille tu n'iras pas danser | Christophe Honoré              | Francia        |
| Mi refugio                | Le Refuge                         | François Ozon                  | Francia        |
| La mujer sin piano        | La mujer sin piano                | Javier Rebollo                 | España         |
| El secreto de sus ojos    | El secreto de sus ojos            | Juan José Campanella           | Argentina      |
| This is love              | This is love                      | Matthias Glasner               | Alemania       |
| Vengo de Busán            | Yeong-do Da-ri                    | Jeon Soo-il                    | Corea del Sur  |
| Yo, también               | Yo, también                       | Álvaro Pastor, Antonio Naharro | España         |

### Fuera de competición
Las películas siguientes fueron seleccionadas para ser exhibidas fuera de competición: 
Largometrajes
| Título en español       | Título original         | Director(es)    | País           |
| ----------------------- | ----------------------- | --------------- | -------------- |
| El baile de la victoria | El baile de la victoria | Fernando Trueba | España         |
| Mother and child        | Mother and child        | Rodrigo García  | Estados Unidos |

## Otras secciones oficiales

### Horizontes latinos
El Premio Horizontes impulsa el conocimiento de los largometrajes producidos total o parcialmente en América Latina, dirigidos por cineastas de origen latino, o bien que tengan por marco o tema comunidades latinas del resto del mundo.
| Título original               | Director(es)                  | País      |
| ----------------------------- | ----------------------------- | --------- |
| El árbol                      | Carlos Serrano Azcona         | México    |
| Sin nombre                    | Cary Joji Fukunaga            | México    |
| Contracorriente               | Javier Fuentes-León           | Perú      |
| Daniel & Ana                  | Michel Franco                 | México    |
| Francia                       | Israel Adrián Caetano         | Argentina |
| Gigante                       | Adrián Biniez                 | Uruguay   |
| Huacho                        | Alejandro Fernández Almendras | Chile     |
| Ilusiones ópticas             | Cristián Jiménez              | Chile     |
| La invención de la carne      | Santiago Loza                 | Argentina |
| Marea de arena                | Gustavo Montiel Pagés         | México    |
| Perpetuum Mobile              | Nicolás Pereda                | México    |
| El último verano de la Boyita | Julia Solomonoff              | Argentina |
| Los viajes del viento         | Ciro Guerra                   | Colombia  |

### Zabaltegi Perlas
Las 15 películas proyectadas en esta sección son largometrajes inéditos en España, que han sido aclamados por la crítica y/o premiados en otros festivales internacionales. Estas fueron las películas seleccionadas para la sección:
| Título español                     | Título original                        | Director(es)                      | País           |
| ---------------------------------- | -------------------------------------- | --------------------------------- | -------------- |
| Malditos bastardos                 | Inglourious basterds                   | Quentin Tarantino                 | Estados Unidos |
| Precious                           | Precious                               | Lee Daniels                       | Estados Unidos |
| London River                       | London River                           | Rachid Bouchareb                  | Reino Unido    |
| Mother                             | Mother                                 | Bong Joon-ho                      | Corea del Sur  |
| Flor del desierto                  | Desert Flower                          | Sherry Hormann                    | Reino Unido    |
| Cinco minutos de gloria            | Five Minutes of Heaven                 | Oliver Hirschbiegel               | Reino Unido    |
| El imaginario del Doctor Parnassus | The Imaginarium of Doctor Parnassus    | Terry Gilliam                     | Reino Unido    |
| Nadie sabe nada de gatos persas    | Kasi az gorbehaye irani khabar nadareh | Bahman Ghobadi                    | Irán           |
| Los límites del control            | The Limits of Control                  | Jim Jarmusch                      | Estados Unidos |
| La cinta blanca                    | Das weisse Band                        | Michael Haneke                    | Alemania       |
| Destino: Woodstock                 | Taking woodstock                       | Ang Lee                           | Estados Unidos |
| Vengeance                          | Vengeance                              | Johnnie To                        | Hong Kong      |
| Un profeta                         | Un prophète                            | Jacques Audiard                   | Francia        |
| Yuki & Nina                        | Yuki & Nina                            | Nobuhiro Suwa, Hippolyte Girardot | Francia        |
| Si la cosa funciona                | Whatever Works                         | Woody Allen                       | Estados Unidos |

### Zabaltegi-Nuevos Directores
Esta sección agrupa los primeros o segundos largometrajes de sus cineastas, inéditos o que solo han sido estrenados en su país de producción y producidos en el último año. Estas fueron las películas seleccionadas para la sección:
| Título en español                     | Título original                     | Director(es)                    | País          |
| ------------------------------------- | ----------------------------------- | ------------------------------- | ------------- |
| 77 Doronship                          | 77 Doronship                        | Pablo Agüero                    | Argentina     |
| Animal Town                           | Animal Town                         | Jeon Kyu-hwan                   | Corea del Sur |
| Desperados on the Block               | Desperados on the Block             | Tomasz Emil Rudzik              | Alemania      |
| El cuarto de Leo                      | El cuarto de Leo                    | Enrique Buchichio               | Uruguay       |
| Huit fois debout                      | Huit fois debout                    | Xabi Molia                      | Francia       |
| El día en el que Dios se fue de viaje | Le jour ou dieu est parti en voyage | Philippe Van Leeuw              | Bélgica       |
| Los niños de Diyarbakir               | Min dît                             | Miraz Bezar                     | Turquía       |
| Norteado                              | Norteado                            | Rigoberto Pérezcano             | México        |
| Màscares                              | Màscares                            | Elisabet Cabeza, Esteve Riambau | España        |
| Ori                                   | Ori                                 | Miguel Ángel Jiménez            | España        |
| Sammen (Together)                     | Sammen (Together)                   | Matias Armand Jordal            | Noruega       |
| The Scouting Book for Boys            | The Scouting Book for Boys          | Tom Harper                      | Reino Unido   |
| Seasons in the Sun                    | Wo de tang                          | Zhang Huilin                    | China         |
| Felicidad perfecta                    | Zorion perfektua                    | Jabi Elortegi                   | España        |

### Zabaltegi-Especiales
Esta sección agrupa un espacio heterogéneo que muestra algunas de las propuestas más interesantes del panorama cinematográfico del año: nuevos trabajos de directores que han estado presentes en el Festival o de invitados y miembros del jurado, así como estrenos de cintas inéditas con un interés especial. Estas fueron las películas seleccionadas para la sección:
| Título en español     | Título original     | Director(es)                         | País           |
| --------------------- | ------------------- | ------------------------------------ | -------------- |
| Ruzhaye sabz          | Ruzhaye sabz        | Hana Makhmalbaf                      | Irán           |
| La doctrina del shock | The Shock Doctrine  | Michael Winterbottom, Mat Whitecross | Reino Unido    |
| When You're Strange   | When You're Strange | Tom DiCillo                          | Estados Unidos |

## Otras secciones

### Zinemira
Sección dedicada los largometrajes con un mínimo de un 20% de producción vasca que se estrenan mundialmente así como aquellos hablados mayoritariamente en euskera. Todos ellos son candidatos al Premio Irizar al Cine Vasco. Estas fueron las películas seleccionadas para la sección:
| Título en español                                          | Título en original                                            | Director(es)                             |
| ---------------------------------------------------------- | ------------------------------------------------------------- | ---------------------------------------- |
| La hija del mar                                            | Itsasoaren alaba                                              | Josu Martinez                            |
| La máquina de pintar nubes                                 | La máquina de pintar nubes                                    | Patxo Tellería, Aitor Mazo               |
| Vida y cine (Las laberínticas biografías de Vojtech Jasny) | Life and Film (The Labyrinthine Biographies of Vojtech Jasny) | Arkaitz Basterra                         |
| Días de viento                                             | Rough Winds                                                   | Andrea Olabarria                         |
| Umurage                                                    | Umurage                                                       | Gorka Gamarra                            |
| ¡Enfoquen, por favor!                                      | Zuzendu, mesedez!                                             | Juan Miguel Gutiérrez                    |
| Ander                                                      | Ander                                                         | Roberto Castón                           |
| Checkpoint Rock: Canciones desde Palestina                 | Checkpoint Rock: Canciones desde Palestina                    | Fermín Muguruza, Javier Corcuera         |
| Secretos de cocina                                         | Sukalde kontuak                                               | Aitzpea Goenaga                          |
| 5 recuerdos (corto)                                        | 5 recuerdos (corto)                                           | Oriana Alcaine, Alejandra Márquez Abella |
| Pase de patos (corto)                                      | Pase de patos (corto)                                         | Koldo Almandoz                           |
| Abuela hinchable (corto)                                   | Abuela hinchable (corto)                                      | Telmo Esnal                              |
| Dirty Martini (corto)                                      | Dirty Martini (corto)                                         | Iban del Campo                           |
| Él nunca lo haría (corto)                                  | Él nunca lo haría (corto)                                     | Anartz Zuazua                            |
| Los que lloran solos (corto)                               | Los que lloran solos (corto)                                  | David González Rudiez                    |
| Marisa (corto)                                             | Marisa (corto)                                                | Nacho Vigalondo                          |
| La presa (corto)                                           | La presa (corto)                                              | Jorge Rivero                             |

### Made in Spain
Sección dedicada a una serie de largometrajes españoles que se estrenan en el año. Estas fueron las películas seleccionadas para la sección:
| Título original                 | Director(es)                   |
| ------------------------------- | ------------------------------ |
| La pérdida                      | Javier Angulo, Enrique Gabriel |
| Relatos                         | Mario Iglesias                 |
| 25 kilates                      | Patxi Amezcua                  |
| Los abrazos rotos               | Pedro Almodóvar                |
| La buena nueva                  | Helena Taberna                 |
| Una cierta verdad               | Sigfrid Monleón                |
| Les dues vides d'Andrés Rabadán | Ventura Durall                 |
| FamilyStrip                     | Lluís Miñarro                  |
| Fuga de cerebros                | Fernando González Molina       |
| Historia de un grupo de rock    | Juanma Bajo Ulloa              |
| Ich bin Enric Marco             | Santiago Fillol, Lucas Vermal  |
| Pagafantas                      | Borja Cobeaga                  |
| Retorno a Hansala               | Chus Gutiérrez                 |
| Tres días con la familia        | Mar Coll                       |
| La vergüenza                    | David Planell                  |

### Cine en Construcción
Este espacio, coordinado por el propio Festival juntamente con Cinélatino, Rencontres de Toulouse, se exhiben producciones latinoamericanas en fase de postproducción. Estas fueron las películas seleccionadas para la sección:
| Título en original    | Director(es)      | País       |
| --------------------- | ----------------- | ---------- |
| A tiro de piedra      | Sebastián Hiriart | México     |
| Agua fría de mar      | Paz Fábrega       | Costa Rica |
| Lucía                 | Niles Atallah     | Chile      |
| Norberto apenas tarde | Daniel Hendler    | Uruguay    |
| Rompecabezas          | Natalia Smirnoff  | Argentina  |
| La vida útil          | Federico Veiroj   | Uruguay    |

### Cine en Movimiento
Este programa, organizado por el Festival de San Sebastián con la colaboración de los festivales internacionales de Amiens (Francia) y de Friburgo (Suiza), está compuesto exclusivamente por largometrajes en final de rodaje o en etapa de postproducción y tiene por objeto facilitar la conclusión de las películas presentadas. Este año las películas fueron las de los países árabes en vía de desarrollo: Irak, Jordania, Líbano, Palestina y Siria. Fueron las siguientes:
| Título en original      | Director(es)       | País    |
| ----------------------- | ------------------ | ------- |
| Beit Sha'ar             | Iman Kamel         | Egipto  |
| In the Sands of Babylon | Mohamed Al Daradji | Irak    |
| Port of Memory          | Kamal Aljafari     | Francia |

## Retrospectivas

### Retrospectiva clásica. Homenaje aRichard Brooks
La retrospectiva de ese año fue dedicado a la obra del cineasta estadounidense Richard Brooks (1912-1992). Se proyectó la totalidad de su filmografía.
| Título en español               | Título en original        | Año  |
| ------------------------------- | ------------------------- | ---- |
| Dólares                         | Dollars                   | 1971 |
| Campo de batalla                | Battle Circus             | 1953 |
| Muerde la bala                  | Bite the Bullet           | 1975 |
| Semilla de maldad               | The Blackboard Jungle     | 1955 |
| La gata sobre el tejado de zinc | Cat on a Hot Tin Roof     | 1958 |
| Crisis                          | Crisis                    | 1950 |
| El cuarto poder                 | Deadline - U.S.A.         | 1952 |
| El fuego y la palabra           | Elmer Gantry              | 1960 |
| Juego sucio en Las Vegas        | Fever Pitch               | 1985 |
| Flame and the Flesh             | Flame and the Flesh       | 1954 |
| A sangre fría                   | In Cold Blood             | 1967 |
| Buscando al Sr. Goodbar         | Looking for Mr. Goodbar   | 1977 |
| Sangre sobre la tierra          | Something of Value        | 1957 |
| Dulce pájaro de juventud        | Sweet Bird of Youth       | 1962 |
| Hombres de infantería           | Take the High Ground!     | 1953 |
| Los hermanos Karamazov          | The Brothers Karamazov    | 1958 |
| Banquete de bodas               | The Catered Affair        | 1956 |
| Con los ojos cerrados           | The Happy Ending          | 1969 |
| La última caza                  | The Last Hunt             | 1956 |
| La última vez que vi París      | The Last Time I Saw Paris | 1954 |
| El milagro del cuadro           | The Light Touch           | 1951 |
| Los profesionales               | The Professionals         | 1966 |
| Objetivo mortal                 | Wrong is Right            | 1982 |

### Retrospectiva temática: La Contraola. Novísimo Cine Francés
Esta ciclo hace un repaso a una amplia retrospectiva quiere hacerse eco de todas estas corrientes y tendencias que se estaban produciendo en el cine francés en los últimos diez años..
| Título en español                               | Título en original                              | Director                               | Año  |
| ----------------------------------------------- | ----------------------------------------------- | -------------------------------------- | ---- |
| Al interior                                     | À l'intérieur                                   | Alexandre Bustillo, Julien Maury       | 2007 |
| 24 mesures                                      | 24 mesures                                      | Jalil Lespert                          | 2007 |
| À ma soeur!                                     | À ma soeur!                                     | Catherine Breillat                     | 2001 |
| Avida                                           | Avida                                           | Benoît Delépine, Gustave Kervern       | 2006 |
| Bien sous tous rapports (corto)                 | Bien sous tous rapports (corto)                 | Marina De Van                          | 2001 |
| Cindy: The Doll Is Mine (corto)                 | Cindy: The Doll Is Mine (corto)                 | Bertrand Bonello                       | 2005 |
| Clean                                           | Clean                                           | Olivier Assayas                        | 2005 |
| En mi piel                                      | Dans ma peau                                    | Marina de Van                          | 2002 |
| De latir, mi corazón se ha parado               | De battre mon coeur s'est arrêté                | Jacques Audiard                        | 2005 |
| De retour (corto)                               | De retour (corto)                               | Jalil Espert                           | 2006 |
| Delices (corto)                                 | Delices (corto)                                 | Gérard Cairaschi                       | 2003 |
| Dix (corto)                                     | Dix (corto)                                     | Bif                                    | 2006 |
| Du soleil en hiver                              | Du soleil en hiver                              | Samuel Collardey                       | 2005 |
| Ser y tener                                     | Être et avoir                                   | Nicolas Philibert                      | 2002 |
| Irreversible                                    | Irréversible                                    | Gaspar Noé                             | 2002 |
| J'irai au paradis car l'enfer est ici           | J'irai au paradis car l'enfer est ici           | Xavier Durringer                       | 1997 |
| Innocence                                       | Innocence                                       | Lucile Hadzihalilovic                  | 2006 |
| Jeux de plage                                   | Jeux de plage                                   | Laurent Cantet                         | 1995 |
| La escurridiza, o cómo esquivar el amor         | L'esquive (Games of Love and Chance)            | Abdellatif Kechiche                    | 2003 |
| La otra                                         | L'autre                                         | Patrick-Mario Bernard, Pierre Trividic | 2009 |
| La historia de Richard O                        | L'histoire de Richard O.                        | Albertina Carri                        | 2003 |
| La humanidad                                    | L'humanité                                      | Bruno Dumont                           | 1999 |
| L'interview (corto)                             | L'interview (corto)                             | Xavier Giannoli                        | 1998 |
| La Chatte à deux têtes                          | La Chatte à deux têtes                          | Jacques Nolot                          | 2002 |
| La France                                       | La France                                       | Serge Bozon                            | 2007 |
| La peur, petit chasseur (corto)                 | La peur, petit chasseur (corto)                 | Laurent Achard                         | 2004 |
| Una nueva vida                                  | La Vie nouvelle                                 | Philippe Grandrieux                    | 2002 |
| Le convoyeur                                    | Le convoyeur                                    | Nicolas Boukhrief                      | 2004 |
| El pacto de los lobos                           | Le pacte des loups                              | Christophe Gans                        | 2001 |
| El pequeño ladrón                               | Le petit voleur                                 | Érick Zonca                            | 1999 |
| Wimbledon Stage                                 | Le stade de Wimbledon                           | Mathieu Amalric                        | 2001 |
| Les Anges exterminateurs                        | Les Anges exterminateurs                        | Jean-Claude Brisseau                   | 2006 |
| Las canciones de amor                           | Les chansons d'amour                            | Christophe Honoré                      | 2007 |
| Les corps impatients                            | Les corps impatients                            | Xavier Giannoli                        | 2003 |
| La resurrección de los muertos                  | Les revenants                                   | Robin Campillo                         | 2004 |
| Ma 6-T va crack-er                              | Ma 6-T va crack-er                              | Jean-François Richet                   | 1997 |
| Martyrs                                         | Martyrs                                         | Pascal Laugier                         | 2008 |
| Millevaches [Expérience] (corto)                | Millevaches [Expérience] (corto)                | Pierre Vinour                          | 2000 |
| Monsieur William, les traces d'une vie possible | Monsieur William, les traces d'une vie possible | Denis Gaubert                          | 2001 |
| Obras (corto)                                   | Obras (corto)                                   | Hendrick Dusollier                     | 2004 |
| Paria                                           | Paria                                           | Nicolas Klotz                          | 2000 |
| Pola X                                          | Pola X                                          | Leos Carax                             | 1999 |
| Quelques miettes pour les oiseaux (corto)       | Quelques miettes pour les oiseaux (corto)       | Nassim Amaouche                        | 2005 |
| Recursos humanos                                | Ressources humaines                             | Laurent Cantet                         | 1999 |
| Roberto Succo                                   | Roberto Succo                                   | Cédric Kahn                            | 2001 |
| Reyes y reina                                   | Rois et reine                                   | Arnaud Desplechin                      | 2004 |
| Saint-Cyr                                       | Saint-Cyr                                       | Patricia Mazuy                         | 2000 |
| Según Matthieu                                  | Selon Matthieu                                  | Xavier Beauvois                        | 2000 |
| Bajo la arena                                   | Sous le sable                                   | François Ozon                          | 2000 |
| Tiresia                                         | Tiresia                                         | Bertrand Bonello                       | 2003 |
| Problema cada día                               | Trouble Every Day                               | Claire Denis                           | 2001 |
| Un homme, un vrai                               | Un homme, un vrai                               | Arnaud y Jean Marie Larrieu            | 2003 |
| Une robe d'été (corto)                          | Une robe d'été (corto)                          | François Ozon                          | 1996 |
| Voici venu le temps                             | Voici venu le temps                             | Alain Guiraudie                        | 2005 |

## Palmarés

### Premios oficiales
Los premios oficiales son los siguientes:
- Concha de Oro: Ciudad de vida y muerte de Lu Chuan
- Premio Especial del jurado: Mi refugio de François Ozon
- Concha de Plata al mejor director: Javier Rebollo por La mujer sin piano
- Concha de Plata a la mejor actriz: Lola Dueñas por Yo, también
- Concha de Plata al mejor actor: Pablo Pineda por Yo, también
- Premio del jurado a la mejor fotografía: Cao Yu por Ciudad de vida y muerte
- Premio del jurado al mejor guion: Andrews Bowell, Melissa Reeves, Patricia Cornelius y Christos Tsiolkas por Blessed

### Premios honoríficos
Premio Donostia
- Ian McKellen[14]

Premio Zinemiraː
- Imanol Uribe

### Otros premios oficiales
- Premio Nuevos Directores: El día en el que Dios se fue de viaje de Philippe Van Leeuw

Mención especial: Sammen (Together) de Matias Armand Jordal
- Premio Horizontes: Gigante de Adrián Biniez
  -  Mención especial: Francia de Israel Adrián Caetano

#### Premio Encuentro Internacional de Estudiantes de Cine
- Premio Panavision: Segal de Yuval Shani
- Participación en el Short film corner del Festival de CANNES: 
  - Segal de Yuval Shani
  - He long chuang gang de Ao Shen
  - L’ Merja de Azzam El Mehdi

Mención especial: Pehuajó de Catalina MarínSammen (Together) de Matias Armand Jordal

#### Premios del público
- Premio TCM del Público: Precious  de Lee Daniels
  - Premio película europea: Flor del desierto de Sherry Hormann
- Premio de la juventud: Los niños de Diyarbakir de Miraz Bezar

#### Premios de la industria
- Premios Cine en Construcción: La vida útil de Federico Veiroj
- Premio TVE:  Norberto apenas tarde de Daniel Hendler
- Premio Casa América: Rompecabezas de Natalia Smirnoff

### Otros premios
- Premio TVE - Otra Mirada: Precious  de Lee Daniels

Mención especial: La mujer sin piano de Javier Rebollo
- Ayuda de obra social de KUTXA: Yo, también de Álvaro Pastor, Antonio Naharro

### Premios paralelos
- Premio FIPRESCI: Los condenados de Isaki Lacuesta
- Premio SIGNIS: Ciudad de vida y muerte de Lu Chuan

Mención especial: Yo, también de Álvaro Pastor, Antonio Naharro
- Premio de la Asociación de Donantes de Sangre de Gipuzkoa, a la Solidaridad / Elkartasun Saria: Yo, también de Álvaro Pastor, Antonio Naharro
- Premio Sebastiane: Contracorriente de Javier Fuentes-León